# 橘善男
橘 善男（たちばな よしお、1949年〈昭和24年〉1月27日 - 2024年〈令和6年〉10月23日）は日本の小説家。
北海道静内町生まれ。早稲田大学教育学部中退。二松學舍大学文学部卒。
神奈川県立相武台高校、相原高校、上溝高校、藤沢工業高校などの教師を歴任。教師生活の傍ら執筆活動を行う。

## 著書
- 『輓馬祭』 近代文芸社、1995.11
- 『幣舞村伝説』 日本図書刊行会、1996.12
- 『消さずの火 門屋養安天保異聞』 三一書房、1997.9
- 『デグノボー 小説・宮沢賢治』 鳥影社、2000.11
- 『小説俳優座 わざおぎ狂乱』 鳥影社、2001.12
- 『みちのく戊辰』 鳥影社、2002.9
- 『風媒花抄 小説・三好京三』 鳥影社、2003

## 受賞歴
- 日教組文学賞
- 優駿エッセイ賞
- 岩手日報社北の文学賞（佳作）
- 全労連文学賞（第3回）
- さきがけ文学賞